# Лакјарела
Лакјарела (итал. Lacchiarella) је насеље у Италији у округу Милано, региону Ломбардија.
Према процени из 2011. у насељу је живело 7500 становника. Насеље се налази на надморској висини од 97 м.

## Становништво
| 1931. | 1936. | 1951. | 1961. | 1971. | 1981. | 1991. | 2001. | 2011. |
| ----- | ----- | ----- | ----- | ----- | ----- | ----- | ----- | ----- |
| 4.351 | 4.455 | 4.916 | 5.214 | 5.910 | 6.021 | 6.825 | 7.248 | 8.390 |